# Oxydia agliata
Oxydia agliata là một loài bướm đêm trong họ Geometridae.